# Xã Bridgewater, Quận Susquehanna, Pennsylvania
Xã Bridgewater (tiếng Anh: Bridgewater Township) là một xã thuộc quận Susquehanna, tiểu bang Pennsylvania, Hoa Kỳ. Năm 2010, dân số của xã này là 2.844 người.